# Careproctus parviporatus
Careproctus parviporatus är en fiskart som beskrevs av Anatoly Petrovich Andriashev och Stein, 1998. Careproctus parviporatus ingår i släktet Careproctus och familjen Liparidae. Inga underarter finns listade.